# Achille Jacquet
Pour les articles homonymes, voir Jacquet.
Achille Jacquet, né le 28 juillet 1846 à Courbevoie et mort le 30 octobre 1908 à Paris, est un graveur français.

## Biographie
Achille Jacquet obtient le grand prix de Rome de gravure au burin en 1870. Il est le frère cadet de Jules Jacquet (1841-1913), également graveur.
Il est promu officier de la Légion d'honneur en 1900 et est élu membre de l'Académie des beaux-arts.

## Œuvres
- Les allégories des Mois d'Alexandre Cabanel pour le salon des Cariatides de l'Hôtel de ville de Paris, gravures au burin de ces compositions avant leur disparition dans l'incendie de 1871, celles-ci ont été publiées en 1870[2],[3].
- Félix Faure, président de la République française.
- Triptyque de la Passion. Le Calvaire, d'après Andrea Mantegna, musée des beaux-arts de Tours.
- Camille Saint-Saens (1898).
- Portrait de M. Janssen (1903).
- Innocence et amour, gravure sur papier, 13 x 16 cm, Gray, musée Baron-Martin.